# Dvojí stěhování
Dvojí stěhování (v anglickém originále You Only Move Twice) je 2. díl 8. řady (celkem 155.) amerického animovaného seriálu Simpsonovi. Scénář napsal John Swartzwelder a díl režíroval Mike B. Anderson. V USA měl premiéru dne 3. listopadu 1996 na stanici Fox Broadcasting Company a v Česku byl poprvé vysílán 3. března 1998 na stanici ČT2.

## Děj
Jednoho rána dostane Smithers cestou do práce nabídku pracovat v Globex Corporation, ale odmítne ji. Později, díky svému působení v továrně, nakonec práci získá Homer. Informuje rodinu, že nová práce je lépe placená, ale zahrnuje jejich přestěhování do Cypress Creeku. Rodina je původně proti, ale pak se podívá na video o plánované komunitě, a když vidí, že je mnohem hezčí než Springfield, souhlasí, že se tam přestěhují. Simpsonovi opustí svůj dům, sbalí se a odjedou z města. Po příjezdu do jejich nového domu na adrese 15201 Maple Systems Road se Homerovi představí jeho nový šéf Hank Scorpio. Scorpio, který vypadá jako dokonalý šéf, si Homera oblíbí a udělá z něj hlavního motivátora v jaderné divizi. Mezitím Bart nastoupí do školy, ale brzy zjistí, že jeho nová třída zdaleka nedosahuje standardů Springfieldské základní školy, a je poslán do pomocné třídy. Líza se vydá na procházku do přírody a zjistí, že je alergická na veškerou zvěř v okolí Cypress Creek. Marge se snaží věnovat každodenním povinnostem, ale protože jejich nový dům dělá všechno automaticky, nezbývá jí přes den nic jiného než pít víno a truchlit. 
První den v práci Homera provede Scorpio po firmě a se zájmem vyslechne jeho tajný sen vlastnit fotbalový tým Dallas Cowboys. Řekne Homerovi, že se mu jeho sen možná jednou splní. Homerovi se skvěle daří motivovat svůj tým. Během schůzky s Homerem se Scorpio omluví, otočí se k obrazovce, pohrozí Radě bezpečnosti OSN tím, že má 72 hodin na dodání blíže neurčeného množství zlata, a vzápětí vyhodí do vzduchu most na 59. ulici. Homer zůstává lhostejný ke Scorpiovým geniálním sklonům, které zahrnují práci na zařízení soudného dne a jeho pokusy zabít špióna jménem „pan Bont“ laserem. 
U večeře Homer hrdě vypráví rodině, jak se mu daří v práci, ale zjistí, že zbytek rodiny nenávidí Cypress Creek a chce se vrátit do Springfieldu. Sklíčený Homer jde pro radu ke Scorpiovi v době, kdy speciální jednotky armády Spojených států přepadnou velitelství Globexu. Zeptá se Scorpia, co má dělat, a dostane radu, že má udělat to, co je nejlepší pro jeho rodinu. Scorpio si připne plamenomet a dá se na útěk, zatímco Homer smutně odchází. Druhý den se rodina vrací do Springfieldu a Homer dostává jako dárek od Scorpia, kterému se úspěšně podařilo zmocnit východního pobřeží USA, Denver Broncos.

## Produkce
Původní koncept epizody pochází z nápadu Grega Danielse. Scenáristé přišli se třemi hlavními koncepty. První zahrnuje stěhování rodiny Simpsonových ze Springfieldu. Scenáristé původně doufali, že se diváci nechají zmást a budou si myslet, že se jedná o trvalé přestěhování. V důsledku toho se snažili během prvního dějství dílu zapracovat co nejvíce postav, aby to vypadalo, že rodina skutečně odjíždí. Druhý koncept zahrnoval Homera, který dostal novou práci se šéfem přátelským k zaměstnancům – v ostrém kontrastu s tyranským panem Burnsem. Třetí spočívala v tom, že Homerův nový šéf bude superpadouch připomínající Ernsta Stavro Blofelda. Tento prvek měl být v pozadí a Homer by o něm nevěděl.
Scenáristé se snažili dát každému členu rodiny vlastní příběh. Nějakou dobu se dohadovali, zda do epizody zařadit depresivní nápad, že se Marge stane alkoholičkou. Původně také existoval ještě jeden nápad, který zahrnoval dědu Simpsona. Ten je zanechán ve Springfieldu a dostává nahrané pozdravné telefonáty od rodiny. Zápletka měla čtyři pokračování, všechna byla z epizody vystřižena kvůli časové tísni, ale později byla zařazena do vydání na DVD. Cypress Creek se po většinu natáčení jmenoval „Smaragdové jeskyně“, název byl změněn, protože scenáristé měli pocit, že „Cypress Creek“ působí spíše jako „Silicon Valley“.
Scenáristé seriálu si nedělali příliš starostí s dokonalostí Scorpiových hlášek, protože věděli, že Albert Brooks, který postavu namluvil, by je přepsal. Celé části Scorpiových dialogů, jako například jeho řeč o houpací síti, jsou Brooksovy hlášky, nikoliv scenáristů. Dan Castellaneta popsal, že poté, co si připravil něco, co měl Homer říct v reakci na Brooksovy nové repliky o Scorpiovi, Brooks v dalším záběru pronesl úplně jiné repliky. Josh Weinstein řekl, že Homerovy reakce jsou přesně takové, jako když někdo mluví s Albertem Brooksem. Celkem jeho nahrávky trvaly přes dvě hodiny.
Animátoři museli pro epizodu navrhnout zcela nové kulisy. Christian Roman, John Reiss a Mike Anderson vytvořili storyboard epizody. V původním animatiku nebyli přítomni Spasitel a Sněhulka II., takže se animátoři vrátili k nim a přidali je, i když nejsou součástí příběhu. Je rozšířeným omylem, že design Scorpia byl vytvořen podle Richarda Bransona. Konečný design byl autory oslavován jako „dokonalý šílenec“. Všichni studenti v Bartově pomocné třídě měli původně vlasy po vzoru Ralpha Wigguma, ale štáb měl pocit, že děti vypadají „poněkud utrápeně“, takže jejich design byl pozměněn.
Pan Bont, muž, s nímž se Homer potýká, měl být původně James Bond, ale společnost Fox nedovolila scenáristům toto jméno použít kvůli obavám z možných žalob. Nakonec se rozhodli pro „Bonta“, protože to bylo nejpodobnější jméno, které mohli legálně použít.

## Kulturní odkazy
Závěrečná scéna v Globexu obsahuje několik odkazů na akční filmy a Jamese Bonda. Název epizody a mnoho odkazů pochází z bondovky Žiješ jenom dvakrát, stejně jako narážka na film Vyhlídka na vraždu. Homer se vypořádá s postavou vymodelovanou podle Bonda Seana Conneryho a nechtěně jí pomůže nechat zabít postavu, která následuje po parodii na scénu s laserem z filmu Goldfinger. V epizodě se objeví slečna Goodthighsová z parodie na Jamese Bonda Casino Royale z roku 1967. Je vidět, jak útočí na postavu vymodelovanou podle generála americké armády Normana Schwarzkopfa.
Na začátku dílu si Waylon Smithers brouká „Pracuji pro Montyho Burnse, M-M-M-M-M-M-M-Montyho Burnse“ na melodii písně „Hooray for Hollywood“. 
Na ceduli u základní školy je zobrazeno „http://www.studynet.edu“. Weinstein to označil za „jeden z očividně nejzastaralejších vtipů seriálu“, protože myšlenka, že škola má vlastní webové stránky, byla v roce 1996 téměř novinkou.
Píseň na konci seriálu, kterou napsal Ken Keeler, je parodií na různé bondovské motivy. Keeler ji původně napsal tak, aby byla o tři vteřiny delší a zněla spíše jako znělka Goldfingera, ale konečná verze byla kratší a text byl zrychlen. Autoři chtěli, aby píseň nazpívala Shirley Basseyová, jež nazpívala několik bondovských témat, ale nepodařilo se jim ji získat pro nahrávání této pasáže.

## Přijetí
V původním vysílání se díl umístil v týdnu od 28. října do 3. listopadu 1996 na 50. místě v žebříčku Nielsenu s ratingem 8,5, což odpovídá přibližně 8,2 milionu diváckých domácností. Byl to druhý nejlépe hodnocený pořad na stanici Fox v tomto týdnu po seriálu Akta X.
V roce 2006 server IGN označil Brookse za nejlepší hostující hvězdu Simpsonových, přičemž jako jeho nejlepší roli uvedl Scorpia. Server Phoenix.com rovněž umístil Brookse na první místo svého seznamu nejlepších hostujících hlasů postav ze Simpsonových. Ve své knize Planet Simpson autor Chris Turner uvádí, že Brooks je mezi hostujícími hvězdami seriálu na druhém místě za Philem Hartmanem, když píše, že „vnáší do Scorpiovy paradoxní povahy zábavnou satirickou bezproblémovost“. Pronesení Scorpiovy závěrečné hlášky – „Ale Homere, až budeš chtít někoho zabít, tak mi to hodně pomůže.“ – podle něj zpečetilo Brooksovo místo v historii Simpsonových. Nová adresa Simpsonových, 15201 Maple Systems Road, je oblíbeným názvem ulice scenáristy Kena Keelera v seriálu.
IGN epizodu také vybralo jako nejlepší díl z osmé řady a uvedlo, že „je to nádherný příklad pomalého budování komedie. (…) Je nemožné si představit, že by tato epizoda nebyla velmi vysoko na jakémkoli seznamu nejlepších simpsonovských dílů všech dob.“ Recenzent Robert Canning dílu udělil hodnocení „mistrovský“, tedy 10 bodů z 10, a řekl, že epizoda „je dost možná nejlepší simpsonovskou epizodou všech dob“. Warren Martyn a Adrian Wood, autoři knihy I Can't Believe It's a Bigger and Better Updated Unofficial Simpsons Guide, díl označují za „ohromný“ s tím, že má „několik opravdu dobrých momentů, z nichž většina se týká Barta, Lízy a Margina odporu k Cypress Creeku. Děti v pomocné škole jsou báječné (zejména Warren) a Lízino druhé setkání s veverkou je inspirativní. Scorpio je dobrá postava, zejména jeho vraždící řádění ve stylu Christophera Walkena.“ Domnívají se, že sova, která během Lízina výletu do lesa chytí veverku, je jedním z nejlepších postřehových gagů v historii seriálu. Chris Turner si také myslí, že hláška Gordyho, chlapce v pomocné škole, je možná „nejrozsáhlejší parodií kanadského přízvuku v dějinách americké popkultury“. Simpsonovský podcast Put it in H díl velmi chválil a zařadil jej mezi své vůbec nejvyšší hodnocení a výkon Alberta Brookse ocenil jako „fenomenální“. Ben Rayner z Toronto Star zařadil díl na svůj seznam nejlepších epizod Simpsonových. Raul Burriel jej ve své recenzi DVD kompletu The Complete Eighth Season označil za jednu z „nejchytřejších epizod, které nám seriál kdy dal“. Server Entertainment.ie díl zařadil mezi 10 nejlepších epizod Simpsonových všech dob. V roce 2019 jej časopis Consequence of Sound zařadil na sedmé místo svého seznamu 30 nejlepších epizod Simpsonových. V roce 2020 Al Jean uznal díl jako epizodu, kterou mnozí považují za oblíbenou.